# Жажлево
Жажлево — село в Заволжском районе Ивановской области России. Входит в состав Сосневского сельского поселения.

## География
Село расположено в северной части Ивановской области, в зоне хвойно-широколиственных лесов, в пределах Галичско-Чухломской возвышенности, на левом берегу реки Волги (Горьковское водохранилище), на расстоянии примерно 15 километров (по прямой) к востоку-юго-востоку от города Заволжска, административного центра района. Абсолютная высота — 103 метра над уровнем моря.

### Климат
Климат характеризуется как умеренно континентальный, с холодной многоснежной зимой и умеренно жарким влажным летом. Среднегодовая температура воздуха — 2,7 °C. Средняя температура воздуха самого холодного месяца (января) — −11,6 °C (абсолютный минимум — −46 °C), средняя температура самого тёплого (июля) — 18,4 °С (абсолютный максимум — 35 °C). Безморозный период длится около 126 дней. Годовое количество атмосферных осадков составляет560 — 615 мм, из которых большая часть выпадает в тёплый период.

### Часовой пояс
Село Жажлево, как и вся Ивановская область, находится в часовой зоне МСК (московское время). Смещение применяемого времени относительно UTC составляет +3:00.

## История
В конце XIX — начале XX века деревни Большое и Малое Жажлево входили в состав Николаевской волости Кинешемского уезда Костромской губернии, с 1918 года — в составе Иваново-Вознесенской губернии.
С 1929 года село входило в состав Шеломовского сельсовета Кинешемского района Ивановской области, с 1958 года — в составе Заволжского района, с 1970 года — центр Жажлевского сельсовета, с 2009 года — в составе Сосневского сельского поселения.

## Население
| 1872 | 1897 | 2002 | 2010 |
| ---- | ---- | ---- | ---- |
| 189  | ↗198 | ↗834 | ↘663 |

### Национальный состав
Согласно результатам переписи 2002 года, в национальной структуре населения русские составляли 97 % из 834 чел. На данный момент[какой?] численность населения составляет 182 человек.

## Инфраструктура
В селе имеются Жажлевская основная общеобразовательная школа (основана в 1954 году), детский сад, дом культуры, МФЦ «Мои документы», офис врача общей практики, отделение почтовой связи.